# Koroszczyne
Koroszczyne (ukr. Корощине) – wieś na Ukrainie, w obwodzie żytomierskim, w rejonie olewskim. W 2001 roku liczyła 743 mieszkańców.